# 楠真依
楠 真依（くすのき まい、1986年10月22日 - ）は、日本のレースクイーン、モデル、イベントコンパニオンである。
兵庫県出身、プリッツコーポレーション所属。

## 来歴・人物
趣味はショッピング、お笑い鑑賞。特技は早口言葉。好きな色はピンク、赤。
お笑い好きで、M-1グランプリは毎年テレビで見ていたほどである。2012年はキングオブコントに参加したものの、1回戦敗退という結果となった。
同じ事務所の高梨まりは高校時代の同級生。またキリンジョッキーズでも共働した出村美苗（MINAE）や、事務所の同僚の岡田智子とも仲が良い。
2015年8月22日、自身のツイッターで入籍したことを発表。2016年1月23日に披露宴を挙げた。

## 主な活動

### レースクイーン・イメージガール
- 2006年：SUPER GT「houzan's cosmos サーキットレディ」
- 2007年：ブリヂストン「POTENZAギャル」、MAキックボクシングラウンドガール
- 2007年 - 2009年：キリンビール「キリンジョッキーズ」
- 2008年：SUPER GT「ARTA GALS」

### イベント出演
- 東京ゲームショウ2006「hang@meブース」（2006年9月）
- 全日本カラオケグランプリ2007 アシスタント（2007年11月23日・中野サンプラザ／2007年12月16日・テレビ東京系にて放映） - 出村美苗と共演[7]
- フォトイメージングエキスポ2008「オリンパスブース」（2008年3月）
- 東京モーターショー2011「TOYOTAブース」MC（2011年12月）
- 札幌モーターショー2012「TOYOTAブース」MC（2012年2月）
- CP+2012「CASIOブース」MC（2012年3月）